# Fool's Gold Records
Pour les articles homonymes, voir Fool's Gold.
Fool's Gold Records est un label indépendant fondé à Brooklyn, New York.

## Histoire
Fool's Gold Records a été fondé en 2007 par les DJ A-Trak et Nick Catchdubs (en). Le label propose aussi depuis 2016 une collection de vêtements et d'accessoires